# مک‌کیب و خانم میلر
مک‌کِیب و خانم میلر (به انگلیسی: McCabe & Mrs. Miller) فیلمی ۱۲۱ دقیقه‌ای به کارگردانی رابرت آلتمن با بازی وارن بیتی است.

## داستان فیلم
داستان فیلم در مورد یک تاجر مصمم با گذشته‌ای مرموز به نام جان مک کیبی (وارن بیتی) است که سالون و فاحشه خانه‌ای در یک شهر کوچک دایر می‌کند؛ و بلافاصله پس از آن یک خانم فاحشه انگلیسی به نام کونستانس میلر (جولی کریستی) وارد آن شهر شده و به شراکت با وی می‌پردازد.